# Діпонегоро
Діпонегоро (індонез. Diponegoro, 11 листопада 1785 — 8 січня 1855) — яванський принц, який виступав проти голландського колоніального панування. Він зіграв провідну роль у яванській війні (1825—1830). У 1830 році голландці заслали його в Макасар, де він і помер.

## Молодість
Діпонегоро народився 11 листопада 1785 року в місті Джок'якарта, і був старшим сином султана Хаменгкубувоно III. Коли султан помер у 1814 році, Діпонегоро передав право на престолонаслідування на користь свого молодшого зведеного брата Хаменгкубувоно IV (1814—1821), який був підтриманий голландцями. Будучи побожним мусульманином, Діпонегоро був стривожений послабленням релігійних обрядів при дворі свого зведеного брата, а також проголландською політикою уряду.
У 1821 році, голод і чума поширилася на Яві. Хаменгкубувоно IV помер, залишивши тільки малолітнього сина як спадкоємця. Однорічний хлопчик був призначений султаном Хаменгкубувоно V, і виникла суперечка з приводу його опіки. Діпонегоро вважав, що влада по праву має перейти до нього. Ця низка стихійних лих і політичних потрясінь, нарешті, вилилася в повномасштабний бунт.

## Повстання проти голландців
Голландське колоніальне панування стало непопулярний як серед місцевих фермерів через підвищення податків, неврожаї, так і серед яванських дворян, тому що голландська колоніальна влада позбавила їх права на оренду землі. Оскільки місцеві фермери і багато дворян були готові підтримати Діпонегоро. Принц вважав, що він був обранцем божественних сил, щоб очолити повстання проти християнських колоністів, тому почав священну війну проти голландців. Серед народу Діпонегоро широко вважався Рату Аділом, Справедливим Правителем — месією, якого передбачино в книзі Пралембанг Джойобойо (Pralembang Joyoboyo).
На початку війни голландці зазнали великих втрат, через відсутність послідовної стратегії і переваги партизанської війни Діпонегоро. Він організував засідки на підходах до голландських військ та перехоплював постачання провіанту та зброї. Згодом голландці почали контролювати поширення повстання за рахунок збільшення числа військ і відправили генерала де Кока, щоб зупинити заколот. Де Кок розробив стратегію укріплених таборів і мобільних сил. Сильно укріплені й добре захищені загони солдат зайняли ключові позиції, щоб обмежити пересування військ Діпонегоро, в той час як мобільні сили намагалися знайти і боротися з повстанцями. З 1829 році, Діпонегоро остаточно втратив перевагу і був змушений зайняти оборонну позицію. Спочатку відступив в Унгаран, а потім у Семаранг, і нарешті, відступив до Батавії. Багато солдат і офіцерів були полонені або дезертували.

## Поразка і вигнання
У 1830 році були розпочаті переговори. Діпонегоро зажадав створення вільної держави і хотів стати мусульманським лідером (халіфом) для всієї Яви. У березні 1830 року він був запрошений вести переговори під прапором перемир'я. Але його взяли в полон 28 березня, незважаючи на прапор парламентера. Голландці вислали принца в Макасар на острів Сулавесі, де він прожив 25 років та помер у 1855 році.

## Шанування
Діпонегоро є національним героєм Індонезії. На його честь названо військовий округ Кодам IV / Діпонегоро в Центральній Яві. ВМС Індонезії назвали два корабля в честь нього. Перший з них флагман Діпонегоро — корвет класу SIGMA, який побудований у Нідерландах. Другим є корабель КРІ Diponegoro-365,